# Cabeça humana
Na anatomia humana, a cabeça está no topo do corpo humano, ela apoia o rosto e é mantida pelo crânio, que por sua vez envolve o cérebro.

## Estrutura
A cabeça humana consiste em uma porção externa carnuda, que circunda o crânio ósseo que é constituído pela abóbada craniana e a base do crânio.  
A cabeça repousa sobre o pescoço e as sete vértebras cervicais a sustentam. A cabeça humana normalmente pesa entre 2,3 e 5 kg.
O rosto é a parte anterior da cabeça, contendo os olhos, nariz e boca. Em ambos os lados da boca, as bochechas formam uma borda carnuda para a cavidade oral. As orelhas ficam de cada lado da cabeça. A parte posterior é chamada de nuca. 

### Ossos
O crânio é apoiado na vertebra cervical atlas. O crânio geralmente é de uma forma oval, mais largo atrás do que na frente. E é composto por uma série de ossos achatados e irregulares que, com exceção da mandíbula, são imóveis juntos. É divisível em duas partes: o neurocrânio, que aloja e protege o cérebro e é constituído por oito ossos, e os ossos da face que são quatorze, da seguinte forma:
| Crânio, 22 ossos | Neurocrânio, 8 ossos   | Occipital Dois Parietals Frontal Dois Temporais Esfenoide Etmoide                                                  |
| Crânio, 22 ossos | Ossos da face,14 ossos | Dois Nasals Dois Maxillar Dois Lacrimals Dois Zigomático Dois palatinos Duas Conhas nasal inferior Vômer Mandíbula |

### Suprimento de sangue
A cabeça recebe suprimento sanguíneo pelas artérias carótidas interna e externa. Estes suprem a área externa do crânio (artéria carótida externa) e dentro do crânio (artéria carótida interna). A área dentro do crânio também recebe suprimento sanguíneo das artérias vertebrais, que sobem pelas vértebras cervicais.

### Suprimento de nervos

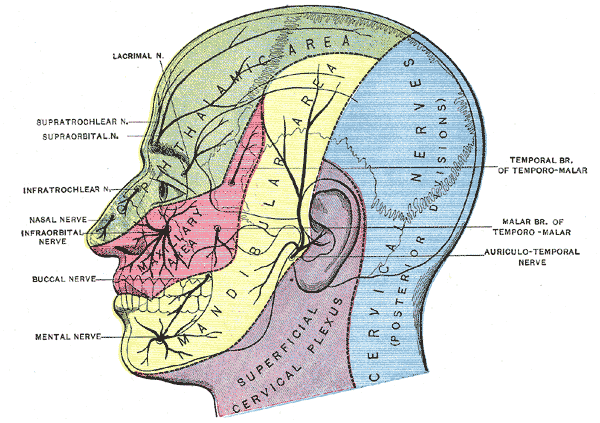
Áreas sensoriais da cabeça, mostrando a distribuição geral das três divisões do quinto nervo. Gray's Anatomy (1918).

Os doze pares de nervos cranianos fornecem a maior parte do controle nervoso à cabeça. A sensação no rosto é fornecida pelos ramos do nervo trigêmeo, o quinto nervo craniano. A sensação de outras partes da cabeça é fornecida pelos nervos cervicais.
Os textos modernos concordam sobre quais áreas da pele são servidas por quais nervos, mas há pequenas variações em alguns dos detalhes. As bordas designadas por diagramas na edição de 1918 de Gray's Anatomy são semelhantes, mas não idênticas às geralmente aceitas hoje.
A inervação cutânea da cabeça é a seguinte:
- Nervo oftálmico (verde);
- Nervo maxilar (rosa);
- Nervo mandibular (amarelo);
- Plexo cervical (roxo);
- Ramo dorsal do nervo cervical (azul) e outros estão na imagem que mostram a seguir na coluna superior.

## Função
A cabeça contêm os órgãos sensoriais: dois olhos, duas orelhas, um nariz e uma língua dentro da boca. Ela também abriga o cérebro. Juntos, esses órgãos funcionam como um centro de processamento do corpo, transmitindo informações sensoriais ao cérebro. Os humanos podem processar informações com mais rapidez, tendo este agrupamento de nervos central.

## Sociedade e cultura

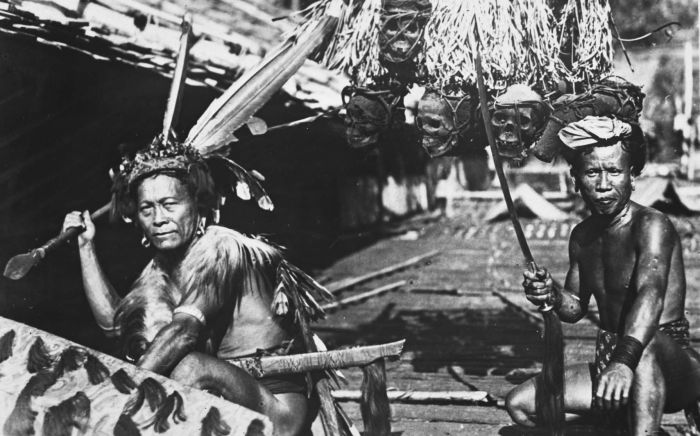
O povo dayak era temido por suas práticas de headhunting.

Para os humanos, a parte frontal da cabeça (o rosto) é a principal característica distintiva entre diferentes pessoas devido às suas características facilmente discerníveis, como cores dos olhos e do cabelo, formas dos órgãos sensoriais e rugas. Os humanos diferenciam facilmente os rostos por causa da predisposição do cérebro para o reconhecimento facial. Ao observar uma espécie relativamente desconhecida, todos os rostos parecem quase idênticos. Bebês humanos são biologicamente programados para reconhecer diferenças sutis nas características faciais antropomórficas.
Pessoas com inteligência acima da média às vezes são retratadas em desenhos como tendo cabeças maiores, como uma forma de indicar teoricamente que têm um "cérebro maior". Além disso, na ficção científica, um extraterrestre com uma cabeça grande geralmente é um símbolo de alta inteligência. Apesar dessa descrição, avanços na neurobiologia mostraram que a diversidade funcional do cérebro significa que uma diferença no tamanho geral do cérebro é apenas leve a moderadamente correlacionada às diferenças na inteligência geral entre dois humanos.
A cabeça é uma fonte de muitas metáforas e metonímias na linguagem humana, incluindo a referência a coisas tipicamente próximas à cabeça humana ("a cabeceira da cama"), coisas fisicamente semelhantes à maneira como uma cabeça é organizada espacialmente em relação a um corpo ("a cabeça da mesa "), metaforicamente (" o cabeça da classe "), e coisas que representam algumas características associadas a cabeça, como inteligência (" há muitas cabeças boas nesta empresa ").
Os gregos antigos tinham um método para avaliar a atratividade sexual baseado na proporção áurea, parte do qual incluía medições da cabeça.
Caçar cabeças é a prática de tirar e preservar a cabeça de uma pessoa após matá-la. A caça de cabeças é praticada nas Américas, Europa, Ásia e Oceania há milênios.

### Vestuário

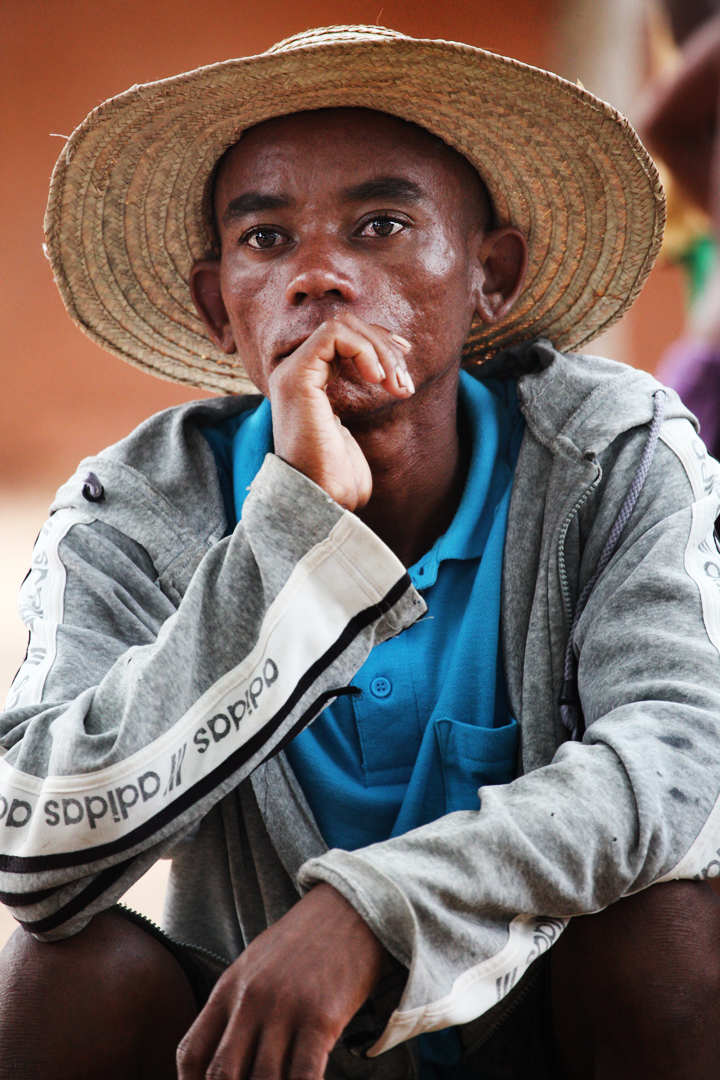
Um homem usando um chapéu de palha.

Os headpieces podem significar status, origem, crenças religiosas/espirituais, agrupamento social, afiliação de equipe, ocupação ou opções de moda.
Em muitas culturas, cobrir a cabeça é visto como um sinal de respeito. Frequentemente, parte ou toda a cabeça deve ser coberta e velada ao entrar em lugares sagrados ou lugares de oração. Por muitos séculos, as mulheres na Europa, Oriente Médio e Sul da Ásia cobriram os cabelos da cabeça em sinal de modéstia. Essa tendência mudou drasticamente na Europa no século XX, embora ainda seja observada em outras partes do mundo. Além disso, várias religiões exigem que os homens usem acessórios de cabeça específicos; como o Taqiyah islâmico (boné), o quipá judeu ou o turbante sikh. O mesmo vale para mulheres com o hijab muçulmano ou freira católica com o hábito.
Um chapéu é uma cobertura para a cabeça que pode servir a uma variedade de propósitos. Os chapéus podem ser usados como parte de um uniforme ou usados como um dispositivo de proteção, como um capacete, uma cobertura para aquecer ou um acessório de moda. Os chapéus também podem ser indicativos de status social em algumas áreas do mundo.